# Рока (мыс)
Мыс Ро́ка (порт. Cabo da Roca) — самый западный мыс Евразийского континента, находится на территории Португалии, на Пиренейском полуострове. Римляне называли его Promontorium Magnum, в эпоху Великих географических открытий именовался мысом Лиссабона.
Мыс находится в 40 километрах к западу от Лиссабона, в 18 км от Синтры — в Национальном парке Синтра-Кашкайш. Скала возвышается на 140 метров над уровнем Атлантического океана. Координаты мыса 38°47' северной широты, 9°30' западной долготы высечены на каменной стеле, установленной там же. На возвышении находится маяк, почтовое отделение, ресторан и магазин сувениров, где продаются свидетельства о посещении мыса Рока.
Португальский поэт Луиш Камоэнс сказал о мысе Рока: «Это место, где земля кончается и начинается море» (порт. Onde a terra se acaba e o mar começa).

## Галерея
- Координаты самой западной точки Евразийского континента
- Падран на мысе Рока